# クビワトカゲ
クビワトカゲ（首輪蜥蜴、学名：Crotaphytus collaris）は爬虫綱有鱗目トカゲ亜目イグアナ下目クビワトカゲ科クビワトカゲ属に分類されるトカゲ。

## 分布
アメリカ合衆国南西部、メキシコ

## 形態
全長20-35cm。名前の通り頚部に黒い輪状の模様があり、首輪のように見える。オスの体色は黄褐色から青みがかかる緑色。メスの体色は褐色で、抱卵すると頚部等に赤やオレンジ色の斑紋が入る。
頭部は大型で吻端は突出せず丸みを帯び、四肢は長い。

## 亜種
- Crotaphytus collaris collaris　(Say in James, 1823)　トウブクビワトカゲ（テキサスクビワトカゲ）　Eastern collared lizard
- Crotaphytus collaris auriceps　Fitch & Tanner, 1951　　Yellow-headed collared lizard
- Crotaphytus collaris baileyi　Stejneger, 1890　セイブクビワトカゲ　Western collared lizard
- Crotaphytus collaris fuscus　Ingram & Tanner, 1971　Chihuahuan collared lizard

## 生態
半砂漠地帯の岩場に生息する。動きは俊敏で、時速25kmで走ることができる。跳躍力も強く岩や木の間を跳び回ることもある。
食性は肉食性で昆虫類、節足動物、小型爬虫類を食べる。
繁殖形態は卵生で、6-7月に1回に2-11個の卵を産む。

## 人間との関係
ペット用として流通されることがあり、日本にも輸入されている。野生個体だけでなく繁殖個体が流通することもある。
縄張り意識が強く小型のトカゲを食べる習性があるため、他個体に噛みついたり体格に差があると共食いしてしまうので基本的には単独飼育となる。
飼育は難しくはないが季節によって餌への反応が悪くなったりすることもあり多少癖があるトカゲと言える。飼育ケージの中でも温度勾配をつける事が重要で、具体例として日光浴エリアは45℃〜、涼しい場所で28℃〜30℃が目安。それに加えてなるべく夜は温度を下げた方が調子よく飼育できる。小型のトカゲだが広いスペースを必要とする為、成体サイズであれば一頭でも最低900×600x600(mm)くらいは必要であると考えられる。
近年はCB化(飼育下繁殖個体)が進んでおり、EU諸国、アメリカ合衆国等で熱心な愛好家達が血統の維持に励んでいる。日本ではまだまだメジャーなトカゲとは言い難い面があるが、昔に比べると飼育情報も増え、飼育の難易度は比較的下がってきているようにも思える。